# Reproteknik

Reprofotografi av bild från resealbum.

Reproteknik, även repro eller reprofotografering (repro = reproduktion, förkortat), är att återge ett original via exempelvis en kamera till media för tryckning, exempelvis ett filmmaterial. Filmen, som oftast är ett positiv används som original till bland annat screen för tryck på textil och papper. 
Litografin bygger på samma principer: här används ultraviolett strålning i en vakuumram där filmoriginalet överförs till en aluminiumplåt, som slutligen framkallas till en positiv bild, som blir bärare av en färg efter konstnärens intentioner.